# Thomas A’Becket Jr.
Thomas A’Becket Jr. (* 19. Juli 1843 in Philadelphia, Pennsylvania, Vereinigte Staaten; † 17. August 1918 in Atlantic City, New Jersey, Vereinigte Staaten) war ein US-amerikanischer Pianist, Sänger, Organist und Musikpädagoge.

## Leben
Thomas A’Beckets Vater, Thomas A’Becket Sr. (1808–1890), war Schauspieler, Musiklehrer und Komponist. In den Vereinigten Staaten wurde er bekannt durch das Lied Columbia the Gem of the Ocean. Von ihm erhielt Thomas A’Becket Jr. seinen ersten Musikunterricht. Zusätzlich besuchte er öffentliche Schulen in Philadelphia. 1855 führte er im Walnut Street Theatre ein Werk seines Vaters auf. Er entwickelte sich zu einem der angesehensten und beliebtesten Klavierbegleiter Philadelphias und spielte mit führenden Künstlern und Gesangsgruppen. Ole Bull begleitete er bei einer Tournee durch die Vereinigten Staaten.  Am 20. Mai 1869 wirkte er bei einem Grand Catholic Concert, einer Benefizveranstaltung für die St. Joseph’s Church in Philadelphia in der dortigen Concert Hall mit.  Am 22. Juni wirkte er bei einem Konzert, das von der Sopranistin Josephine Schimpf in der Library Hall in Philadelphia veranstaltet wurde, mit. In seiner Ausgabe vom 27. Oktober 1869 gab der Philadelphia Inquirer bekannt, dass während der folgenden Wintersaison über dem Chestnut Theatre im Amateur Drawing Room die English Parlor Opera Company eine Reihe von englischsprachigen Operetten aufführen werde. Das Ensemble bestand aus in Philadelphia ansässigen Künstlern wie Josephine Schimpf. Thomas A’Becket Junior war als Dirigent aufgeführt. Die erste Aufführung sollte am 11. November 1869 stattfinden. The son and stranger (deutsch: Die Heimkehr aus der Fremde) von Felix Mendelssohn Bartholdy, The Doctor of Alcantara und The two Cadis von Julius Eichberg sowie Contrabandista von Arthur Sullivan waren geplant.  Zwischen 1868 und 1872 sang er in einer Reihe von 35 Operetten im Amateur Drawing Room. Ab 1873 war er 45 Jahre lang bis zu seinem Tod Organist und Lehrer am Girard College, einem Internat für Waisenjungen in Philadelphia. Er wurde Mitglied in einer Gruppe professioneller Musiker, die den Musikunterricht an den öffentlichen Schulen Philadelphias evaluierten, der Philadelphia Music Teachers’ Association. Bei der Gründung des Utopian Club, der in der damaligen Zeit bekanntesten Musikorganisation Philadelphias, am 8. Juli 1882 wurde er Schriftführer. Er arbeitete für die Theodor Presser Company und war Mitglied und Präsident des Mendelssohn-Clubs. 1917 erkrankte er schwer und ließ seine musikalische Arbeit ruhen. Daraufhin ging er nach Atlantic City, da er dort bessere Bedingungen für seine Genesung vorzufinden hoffte. Dort starb er am 17. August 1918.  Er hatte zwei Söhne und eine Tochter. In einem Nachruf in The Philadelphia Inquirer wird er als einer der bekanntesten Klavierbegleiter des Ostens der Vereinigten Staaten bezeichnet.

## Werke (Auswahl)
- The Farmer feeds all us, Boston, 1874
- Medley of airs of different nations für Klavier, publiziert bei W.H. Boner & Co., Philadelphia, 1876 OCLC 368041184
- Modern Gems, Short Voluntaries for the Cabinet Organ, publiziert bei W.F. Shaw, 1880[12] OCLC 80744190 Bekannte Musikstücke wurden von A’Becket Jr. ausgewählt und arrangiert
- Nancy Lee Galop on Stephen Adams’ popular song, Arrangement von Thomas A’Becket Jr., Chas F. Escher Junior, Philadelphia[Digitalisat 1]
- 110 Scotch songs [Schottische Lieder], revidiert und arrangiert von Thomas A’Becket, publiziert bei O. Ditson und T. Presser, Philadelphia, 1888 OCLC 63662176
- The Joyful Secret, Musical composition von H. M. [musikalische Komposition von H. M.], arrangiert von Thomas A’Becket Jr., veröffentlicht in Philadelphia’s Fashion Magazine Strawbridge & Clothiers Monthly, April 1889[13]
- Vocal and instrumental classics, from the works of Rubinstein, d'Albert, Händel and others [Klassiker der Vokal- und Instrumentalmusik aus den Werken von  Rubinstein, d'Albert, Händel und anderen] für Gesang und Klavier oder Klavier solo, publiziert bei  Syndicate Pub. Co., Philadelphia, 1893 OCLC 28969110
- Rural Pictures, zwölf Klavierstücke, Hatch, 1900

## Digitalisate
1. ↑  Nancy Lee Galop von Thomas A’Becket Jr. als Digitalisat bei HathiTrust